# マルグリット・ダルザス
マルグリット・ダルザス （Marguerite d'Alsace、1145年 - 1194年11月15日）は、フランドル女伯（在位：1191年 - 1194年）。マルグリット1世とも呼ばれる。フランドル伯ティエリー・ダルザスと妃シビーユ・ダンジューの子。ブローニュ伯マチュー・ダルザス、フランドル伯フィリップ・ダルザス（フィリップ1世）の妹。
次兄のフランドル伯フィリップが子のないまま死去したため、1191年に伯位を継承した。

## 子女
1160年、ヴェルマンドワ伯およびヴァロワ伯ラウル2世と結婚したが、1167年にラウル2世はハンセン病で死去。2人の間に子供はない。
1169年、エノー伯ボードゥアン5世と結婚。
- イザベル（1170年 - 1190年） - フランス王フィリップ2世妃
- ボードゥアン（1171年 - 1205年） - フランドル伯。初代ラテン皇帝ボードゥアン1世
- ヨランド（1175年 - 1219年） - 第3代ラテン皇帝ピエール2世・ド・クルトネーの妃、第4代ラテン皇帝（摂政）。第5代ラテン皇帝ロベール1世、第7代ラテン皇帝ボードゥアン2世の母
- フィリップ1世（1175年 - 1212年） - ナミュール辺境伯
- アンリ（1176年 - 1216年） - 第2代ラテン皇帝アンリ1世
- シビーユ（1179年 - 1217年）
- ウスタシュ（1219年没） - テッサロニキ王国摂政
- ゴドフロワ